# (200150) 1998 LW3
(200150) 1998 LW3 es un asteroide perteneciente al cinturón de asteroides, descubierto el 1 de junio de 1998 por Eric Walter Elst desde el Observatorio de La Silla, Chile.

## Designación y nombre
Designado provisionalmente como 1998 LW3.

## Características orbitales
1998 LW3 está situado a una distancia media del Sol de 2,463 ua, pudiendo alejarse hasta 2,813 ua y acercarse hasta 2,113 ua. Su excentricidad es 0,142 y la inclinación orbital 12,05 grados. Emplea 1412,09 días en completar una órbita alrededor del Sol.

## Características físicas
La magnitud absoluta de 1998 LW3 es 15,6.